# Lahtis kyrkliga samfällighet
Lahtis kyrkliga samfällighet (finska: Lahden seurakuntayhtymä) ligger i Lahtis stad i det finländska landskapet Päijänne-Tavastland. Samfälligheten är bildad av fem olika församlingar och den tillhör Sankt Michels stift och Evangelisk-lutherska kyrkan i Finland. Samfälligheten är ett juridiskt organ och i slutet av 2023 hade samfälligheten 73 136 medlemmar vilket utgjorde 60,6 procent av invånarna i Lahtis.

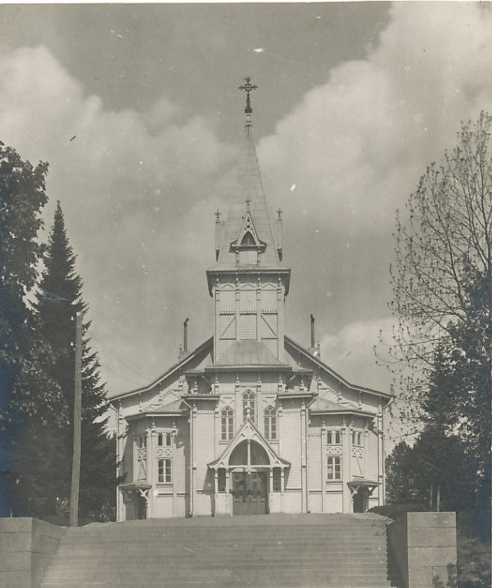
Lahtis gamla träkyrka.

Lahtis träkyrka revs 1977. Kyrkan var byggd 1890.

## Församlingar
Följande församlingar bildar Lahtis kyrkliga samfällighet:
- Mellersta Lahtis församling (finska: Keski-Lahden seurakunta)
- Laune församling (finska: Launeen seurakunta)
- Joutjärvi församling (finska: Joutjärven seurakunta)
- Stängselåsens församling (finska: Salpausselän seurakunta)
- Nastola församling (finska: Nastolan seurakunta)

## Lokaler och fastigheter
Lokaler och fastigheter som Lahtis kyrkliga samfällighet äger:
- Korsets kyrka
- Mukkula kyrka
- Metsäpelto församlingshem
- Laune kyrka
- Joutjärvi kyrka
- Stängselåsens kyrka
- Nastola kyrka
- Lahtis gamla begravningsplats
- Levo begravningsplats
- Metsäkallio begravningsplats
- Järnvägsbyggarnas begravningsplats
- Nastola begravningsplats